# 隐耳蜓蜥
隐耳蜓蜥（学名：Sphenomorphus cryptotis），一种分布于越南北部及中国广西十万大山等地区的爬行动物，隶属于石龙子科蜓蜥属。模式产地为越南广宁省汪秘市安子岭。